# Begonia augustinei
Espèce
Begonia augustinei est une espèce de plantes de la famille des Begoniaceae. Ce bégonia est originaire de Chine. L'espèce fait partie de la section Platycentrum. Elle a été décrite en 1900 par William Botting Hemsley (1843-1924). L'épithète spécifique augustinei signifie « d'Augustine », en hommage au sinologue irlandais Augustine Henry (1857–1930), passionné d'horticulture, qui a récolté les spécimens types en Chine.

## Répartition géographique
Cette espèce est originaire du pays suivant : Chine.